# Kościół w Gellmersdorfie
Kościół w Gellmersdorfie (niem. Dorfkirche Gellmersdorf) – luterańska świątynia znajdująca się w niemieckim mieście Angermünde, w dzielnicy Gellmersdorf. Filia parafii Crussow.

## Historia
Kościół wzniesiono z kamienia polnego w stylu późnoromańskim, w II połowie XIII wieku wzniesiono prostokątne prezbiterium. W XVII wieku wzniesiono renesansową bramę prowadzącą na otaczający kościół cmentarz. W 1790 zainstalowano pierwsze organy nieustalonego autorstwa. Świątynia spłonęła w 1826 roku, odbudowano ją w stylu arkadowym. W 1852 warsztat Gesell & Schulze z Poczdamu wykonał nowe, 6-głosowe organy, a w 1880 zawieszono dzwon z odlewni Carla Vossa w Szczecinie. Wnętrze kościoła przemalowano na początku XX wieku, w 1911 zbarokizowano wygląd prospektu organowego. Podczas II wojny światowej zarekwirowano jeden z dwóch dzwonów, na jego miejsce w październiku 2023 odlano nowy dzwon z ludwisarni Sächsisches Metallwerk we Freibergu, o wadze 239 kg, średnicy 72,8 cm i tonie d".

## Galeria

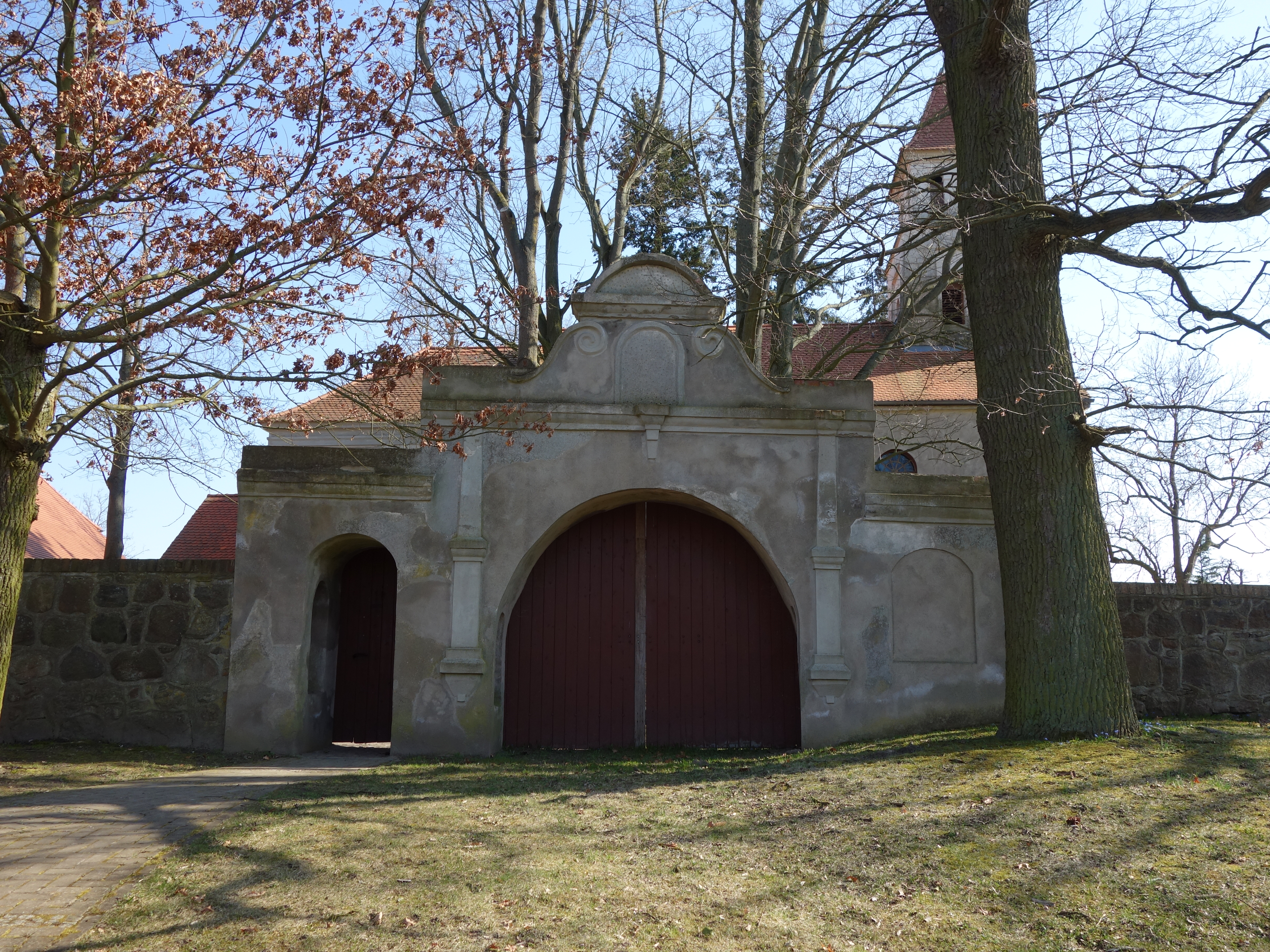
Renesansowa brama
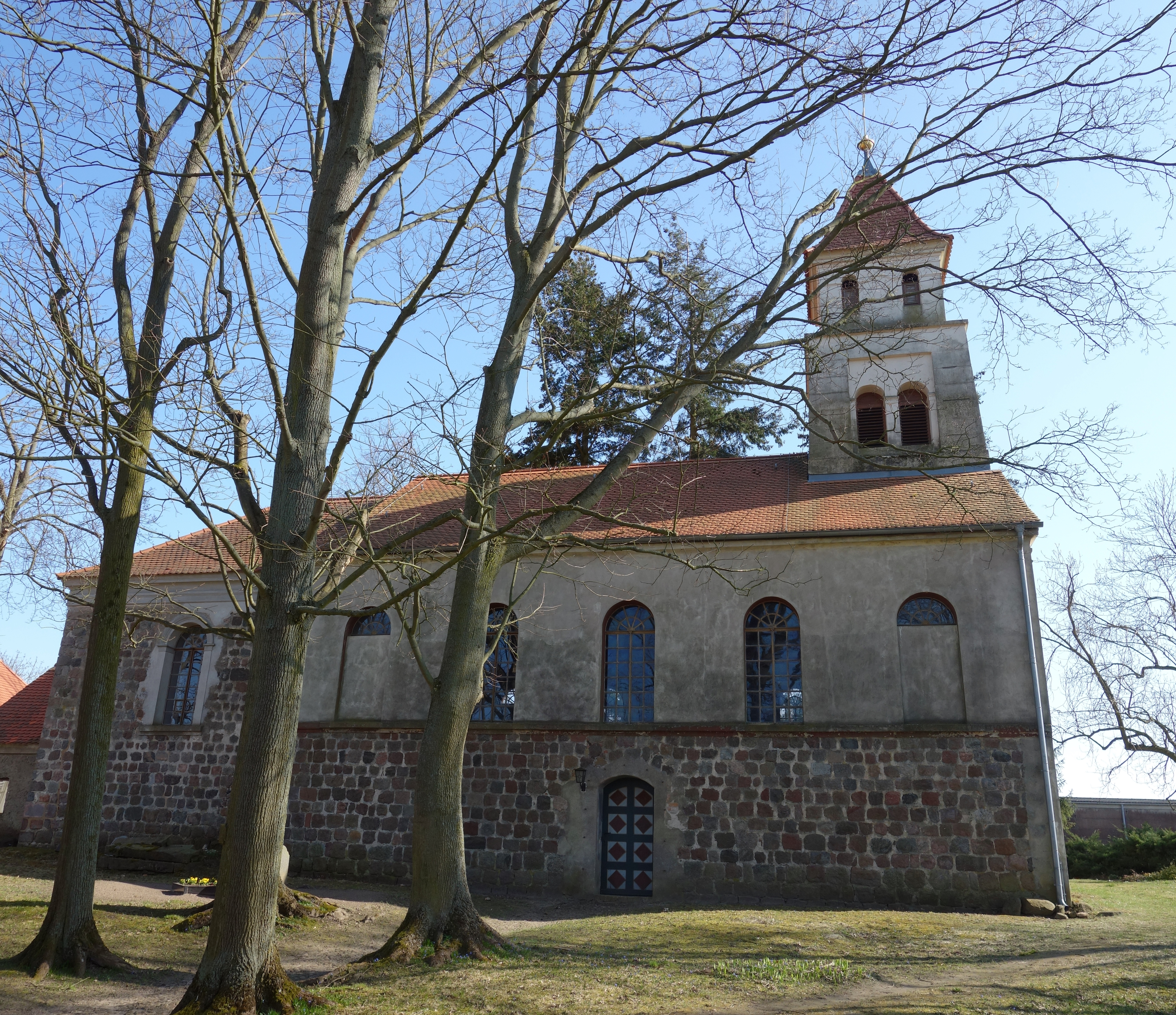
Widok z północy
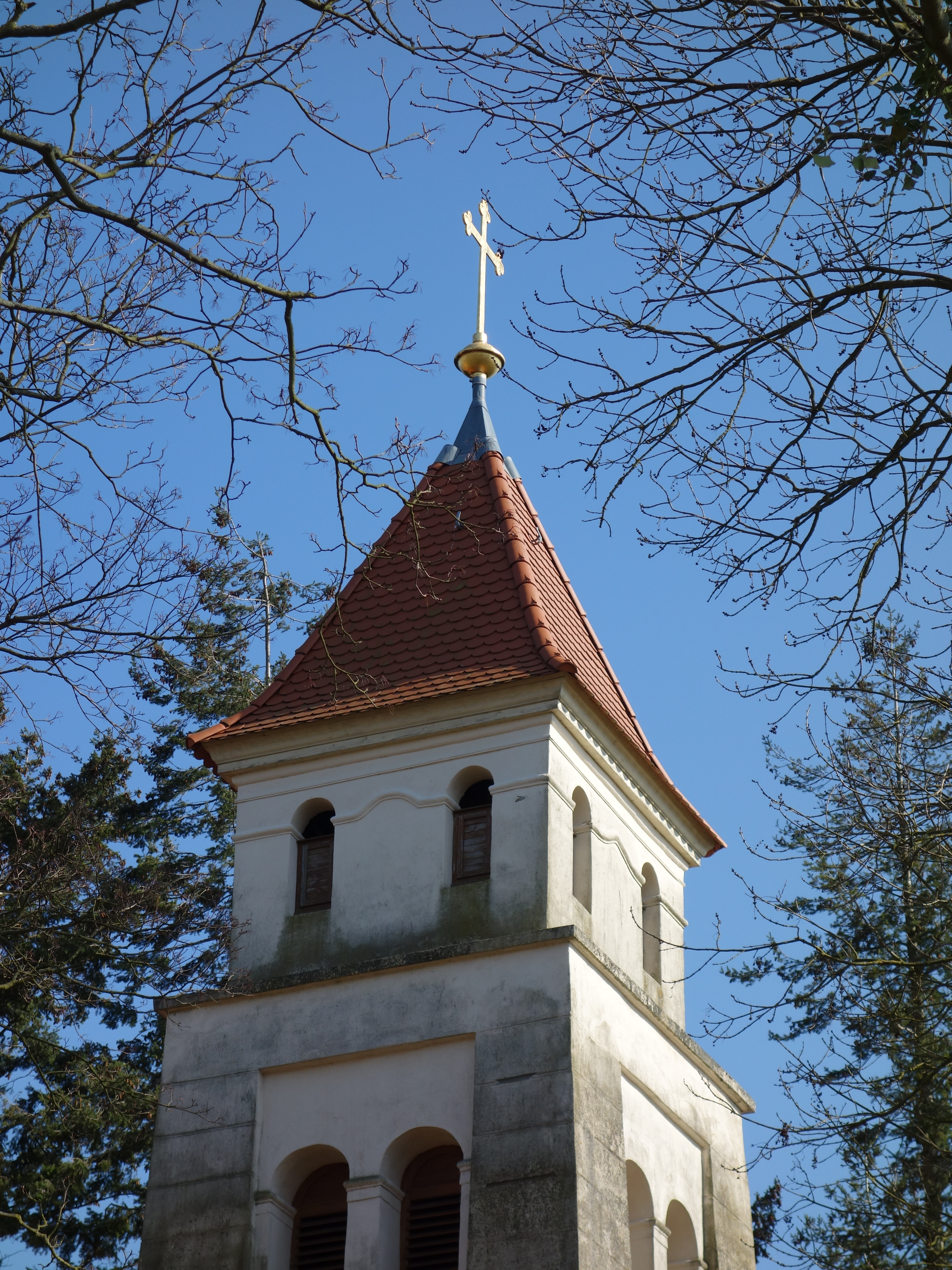
Wieża
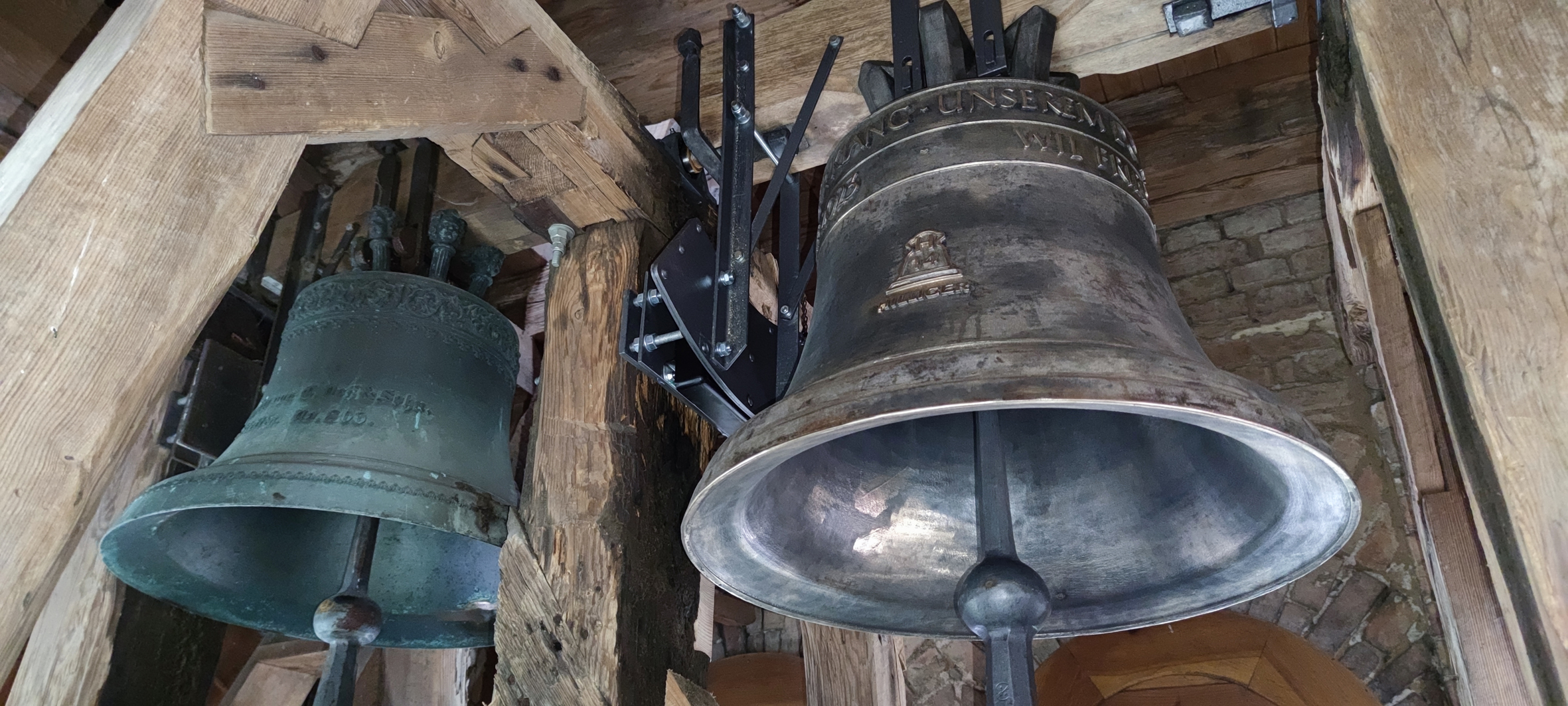
Dzwony na wieży